# Dmitri Wassiljewitsch Rundquist

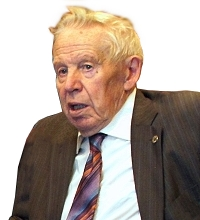
Dmitri Wassiljewitsch Rundquist (2013)

Dmitri Wassiljewitsch Rundquist (russisch Дмитрий Васильевич Рундквист; * 10. August 1930 in Leningrad; † 15. Januar 2022) war ein sowjetischer bzw. russischer Geologe, Mineraloge und Hochschullehrer.

## Leben
Nach dem Besuch der zehnjährigen Mittelschule begann Rundquist 1948 das Studium an der Fakultät für Explorationsgeologie des G.-W.-Plechanow-Bergbauinstituts, das er in der Fachrichtung Prospektion mit Auszeichnung abschloss. Darauf folgte die Aspirantur im Bergbauinstitut am Lehrstuhl für Mineralogie. Neben der Aspirantur arbeitete er im Allunionsforschungsinstitut für Geologie (WSJGJI) des Ministeriums für Geologie der UdSSR. Ab 1954 untersuchte er die Zinnerz-Lagerstätten im Kleinen Hinggan-Gebirge. 1957 wurde er mit seiner Arbeit über die Mineralogie der Hinggan-Zinnerzlagerstätten zum Kandidaten der geologisch-mineralogischen Wissenschaften promoviert.
1961 wurde Rundquist Seniorwissenschaftler der Abteilung für Metallogenese des  WSJGJI. Im gleichen Jahr wurde er Mitglied der KPdSU. Er erforschte die Erzformationen im Ural, in Zentralkasachstan, Transbaikalien und Fernost im Hinblick auf die Vorkommen von insbesondere Wolfram, Molybdän, Nickel und Kupfer. 1968 verteidigte er seine Dissertation über die Ontogenese und Phylogenese der Greisenvorkommen und wurde 1969 zum Doktor der geologisch-mineralogischen Wissenschaften promoviert. Darauf wurde er Stellvertreter des Wissenschaftlichen Direktors des  WSJGJI. 1976 folgte die Ernennung zum Professor für Metallogenese. Im gleichen Jahr wurde er Mitglied der International Association on the Genesis of Ore Deposits, in der er 1990–1994 Vizepräsident war und Vice-Chairman der Working Group Global Tectonics & Metallogeny der Commission on Tectonics of Ore Deposits (CTOD) ist.
1984 wurde Rundquist Direktor des Instituts für Geologie und Geochronologie des Präkambriums (IGGD) der Akademie der Wissenschaften der UdSSR (AN-SSSR, seit 1991 Russische Akademie der Wissenschaften (RAN)) und Leiter des Laboratoriums für Metallogenese. Im gleichen Jahr wurde er als Korrespondierendes Mitglied in die AN-SSSR gewählt. 1990 wurde er Wirkliches Mitglied der AN-SSSR. 1993 wurde er  Direktor des Moskauer Staatlichen Wernadski-Museums für Geologie (GGM).
Zuletzt war Rundquist wissenschaftlicher Leiter des GGM und Berater der RAN sowie Mitglied des Präsidiums der RAN. Er leitete das internationale Projekt zur Erstellung eines Weltatlas des Präkambriums und ist Mitglied der Unterkommission für die Metallogenese-Weltkarte der International Union of Geological Sciences. Er war Mitglied der Russischen Mineralogischen Gesellschaft, von 1982 bis 1986 ihr Vizepräsident und von 1987 bis 2015 ihr Präsident. Ab 1998 war er Vizepräsident der Russischen Geologischen Gesellschaft.
Rundquist war verheiratet und Vater zweier Kinder.

## Werke (Auswahl)
- Rundquist D.V: Accumulation of metals and the evolution of the genetic types of deposits in the history of the Earth. In: International geological congress. 23rd session. Czechoslovakia, 1968. Proceedings. Section 7. Endogenous ore deposits. 1968, S. 85–97.
- Rundquist D.V., Burkov Yu.K.: Accumulation of the ore elements in the process of the Earth’s crust evolution. In: UNESCO. 1977, S. 121–122.
- Rundquist D.V.: The distribution of mineral zones associated with granitoid magmatism and rare-metal mineralization in space and time. In: Metallization associated with acid magmatism. Band 2, 1977, S. 11–19.
- Rundquist D.: Classifications of mineralizations related to acid intrusive magmatism. In: Studia Geologica. Band 14, 1979, S. 149–160.
- Burkov Yu.K., Rundquist D.V.: Ore element accumulation in the Earth’s crust evolution. In: Physics and Chemistry of the Earth. Band 2, 1979, S. 565–576.
- Pavlova I.G., Rundquist D.: Zoning of ores and hydrothermal rocks of molybdenium-copper-porphyry deposits under different conditions of formation. In: IAGOD. 5th Symposium. Snowbird, Utah, USA. Proceedings. Band 1, 1980, S. 113–124.
- Rundquist D.V.: Zoning of metallization associated with acid magmatism. In: MAWAM. 1982, S. 279–289.
- Rundquist D.V.: Metallogenic belts, provinces and epochs of the USSR. In: Episodes. Band 7, Nr. 1, 1984, S. 28–32.
- Rundquist D.V., Pavlova I.G., Trofimov V.A.: The main evolutionary succession of granitoids, metasomatic rocks and mineralization. In: IAGOD. VI quadrennial symposium. Proceedings. 1984, S. 423–431.
- Rundquist D.V.: Time factor in ore genesis (Evolution and distribution patterns of mineral deposits). In: Global Tectonics Metallog. Band 2, Nr. 4, 1984, S. 257–258.
- Rundquist D., Marin Yu.B., Orlova M.P.: Evolutional igneous groups and series and associated rare-metal mineralization. In: Geologica Carpatica. Band 36, Nr. 3, 1985, S. 337–346.
- Rundquist D. V., Denisenko V. K.: Classification of tungsten deposits. In: IGCP. Project 26. Geology of tungsten. MAWAM. 1986, S. 59–66.
- Rundquist D. V., Denisenko V. K.: Tungsten bearing zones and provinces of the world. In: IGCP. Project 26. Geology of tungsten. MAWAM. 1986, S. 67–78.
- Rundqvist D. V., Sokolov Yu. M.: Major metallogenic epochs on the Precambrian of the European part of the USSR. In: IGCP Project 91. Intern. conf. on the metallogeny of the Precambrian. 1986, S. 93–109.
- Rundkvist D. V., Rundkvist I.K.: Deep seated lineaments, thrust nappes and distribution of ore deposits. In: IAGOD. 8th symp. Program & abstracts. 1990, S. 243–244.
- Rundkvist D. V., Rundkvist I. K.: Epicratonic Precambrian structures and the role of mantle processes in their metallogeny. In: Global Tecton. Metallog. Band 4, Nr. 1, 1991, S. 1–12.
- Rundkvist D. V., Rundkvist I.K.: Metallogeny of the epochs of rejuvenation. In: International geological congress. 29th session. Band 1, 1992, S. 193.
- Rundkvist D.V.: Main sequence of paragenesis development and its importance for developing ofevolution classification of rocks, ores and deposits. In: IMA. 16th Gen. meeting. 1994, S. 359.
- Rundkvist D. V.: Rejuvenation processes and significance for the giant and unique deposits formation. In: IAGOD. 9th symp. Beijing, 1994. Band 1, 1994, S. 6–7.
- Rundkvist D. V. et al. (Eds.): Mineral atlas of the World. Scale 1: 10 000 000. In: UNESCO (CCGM). 1994.
- Rundkvist D. V. et al. (Eds.): World atlas of Precambrian metallogenic zoning. Scale 1:10 000 000 – 1:2 500 000. In: UNESCO (CCGM). 1994.
- Rundkvist D. V., Turchenko S. I., Dagelaisky V. V.: Metallogenic and tectonic zoning of early Precambrian shields (East European Siberian). In: Intern. conf. on tectonic and metallogeny of Early/Mid Precambrian orogenic belts: Precambrian’95. Aug. 28–Sept. 1, 1995. Montreal, Canada. Program & Abstracts. 1995, S. 134.
- Rundkvist D.V., Gatinsky Yu.G., Prokhorova T.V. et al.: Seismicity and block structure of central and SE Asia. In: VAG Intern. symp. Nov. 7–9. 2008. Hanoi, Vietnam. Proceedings. 2008, S. 17–24.

## Ehrungen, Preise
- Jubiläumsmedaille „Zum Gedenken an den 100. Geburtstag von Wladimir Iljitsch Lenin“ (1970)[3]
- Ehrenzeichen der Sowjetunion (1971)
- Verdienter Wissenschaftler der RSFSR (1981)
- Staatspreis der UdSSR (1983)
- Verdienstorden für das Vaterland (1999)[5]
- Staatspreis der Russischen Föderation für Wissenschaft und Technik (2000)
- Demidow-Preis (2009)
- Preis der Regierung der Russischen Föderation für Wissenschaft und Technik (2013)